# 홍콩 달러
홍콩 달러(영어: Hong Kong dollar, 중국어: 港元)는 홍콩에서 사용되는 통화로서, 1937년부터 사용되었다. 보통 달러 기호인 '$'로 줄여 쓰며, 다른 달러들과 구별할 때는 'HK$'로 쓰기도 한다. 1 홍콩 달러는 100 센트에 해당된다.
홍콩은 1983년 10월 17일부터 1 미국 달러 = 7.80 홍콩 달러의 고정 환율을 실시하고 있으며, 이에 따라 다른 통화와의 고정 환율도 결정하였으나, 시장에서의 환율은 약간씩 변동이 있다.

## 지폐
3개의 서로 다른 지폐 발행자에 의해 유통되는 지폐, 2020년
홍콩 달러 지폐의 발행은 오늘날 홍콩의 정부 통화 위원회인 홍콩 금융관리국(Hong Kong Monetary Authority, HKMA)에 의해 관리된다. 금융관리국의 허가 하에, 세 개의 상업은행들은 이 지역의 일반 유통을 위해 자체 지폐를 발행한다. 홍콩상하이은행 유한공사, 중국은행 (홍콩) 유한공사, 스탠다드차타드 은행 (홍콩) 유한공사가 그것이다. 지폐는 또한 금융관리국 자체에서 발행된다. 세계 대부분의 국가에서 지폐 발행은 단일 중앙은행 또는 정부에 의해 독점적으로 처리된다. 홍콩의 방식은 특이하지만 독특하지 않다; 영국에서는 7개의 은행이 지폐를 발행하는 비슷한 시스템이 사용된다.

## 같이 보기
- 파타카
- 홍콩의 경제
- 홍콩 증권거래소
- 항셍지수